# Bernardo Tanucci

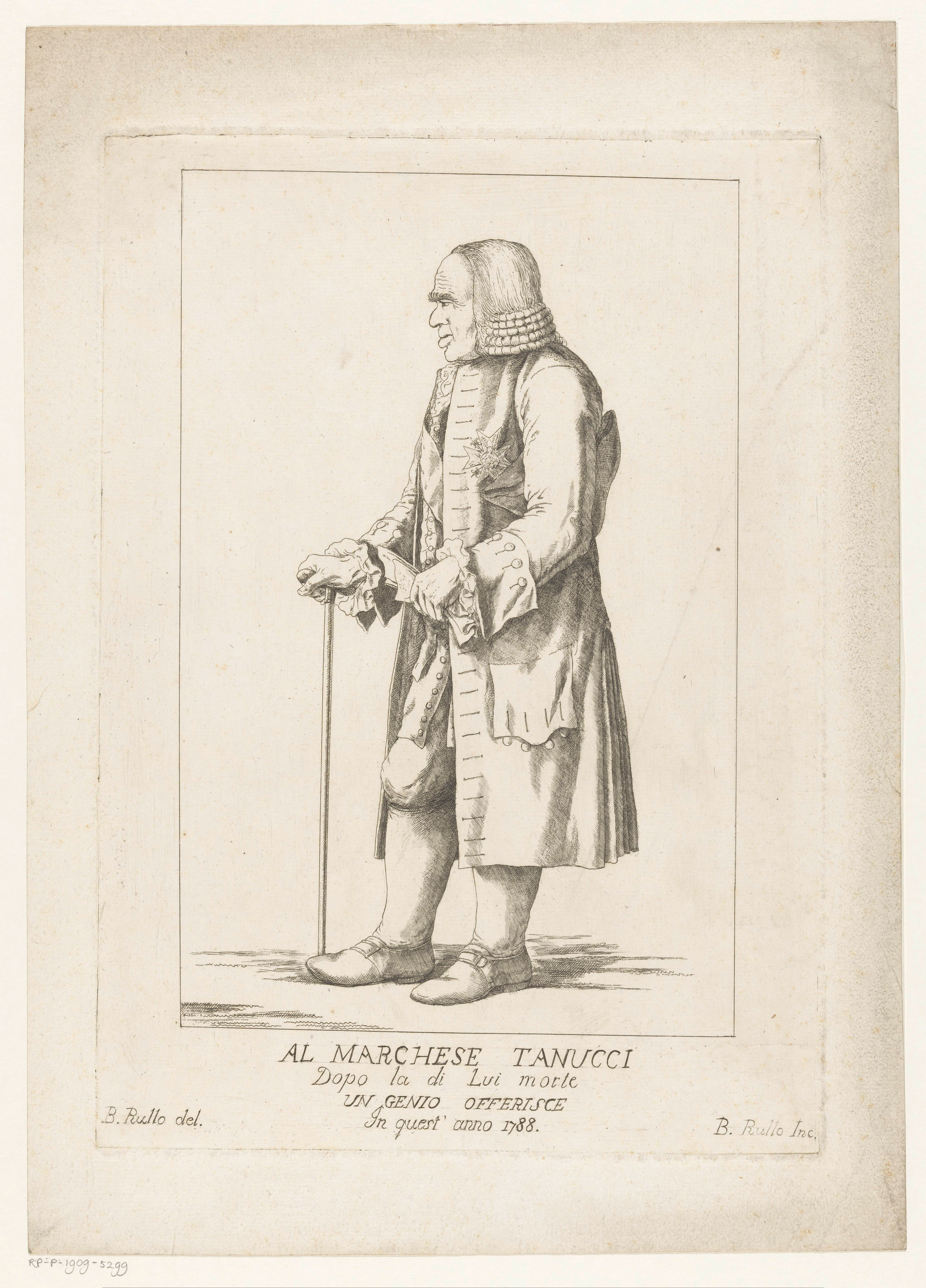
Bernardo Tanucci agé.

Bernardo Tanucci (20 février 1698, Stia en Toscane - 29 avril 1783, Naples) est un homme d'État italien du royaume de Naples.

## Biographie
Né dans une famille de la moyenne bourgeoisie toscane, Tanucci fit ses études à l'Université de Pise où il prit la laurea en Droit en 1725.
Bernardo Tanucci suivit l'infant don Carlos à la conquête de Naples. Protégé par Charles III, il fut admis au Conseil d'État et ensuite nommé Ministre des Postes en 1748. Trois ans plus tard, il devint ministre de la Justice et ministre des Affaires Étrangères en 1753. En 1754 il devint Secrétaire d'État (Premier ministre) quand l'infant fut roi. Don Carlos l'avait nommé marquis avec le décret royal du 4 février 1752.
Tanucci conserva son pouvoir au sein du Conseil de régence pendant la minorité de Ferdinand IV de Naples jusqu'à l'entrée au conseil de la reine Caroline qui le fit éloigner en 1776. 
Il réforma quelques abus et promulgua un code nouveau, le Codice Carolino, mais gouverna despotiquement. Hostile au Saint-Siège et au clergé, il fit occuper Bénévent et Pontecorvo, limita la juridiction du nonce et des évêques, supprima un grand nombre de couvents et d'abbayes, et distribua leurs biens à des laïques. Il supprima l'Inquisition. Hostile au jansénisme et aux encyclopédistes, il évita de trop s'attaquer à la classe dominante des aristocrates.  
Il s'était d'abord signalé comme jurisconsulte : parmi ses ouvrages, on remarque : Epistola de Pandectis Pisanis in Amphitana direptione inventis, Florence, 1731, 2 volumes in-4.